# Badarlū
Badarlū (persiska: بدرلو) är en ort i Iran.   Den ligger i provinsen Västazarbaijan, i den nordvästra delen av landet, 400 km väster om huvudstaden Teheran. Badarlū ligger 2 398 meter över havet och antalet invånare är 146.
Terrängen runt Badarlū är lite bergig.Runt Badarlū är det ganska tätbefolkat, med 58 invånare per kvadratkilometer. Närmaste större samhälle är Takāb, 13,2 km sydväst om Badarlū. Trakten runt Badarlū består i huvudsak av gräsmarker.